# Konstantin Semyonov
Konstantin Semyonov (en hébreu : קונסטנטין סמיונו ; né le 20 novembre 1969) est un athlète soviétique, biélorusse à la dissolution de celle-ci, et devenu israélien en 1994, spécialiste du saut à la perche. Il mesure 1,90 m pour 86 kg.

## Biographie

### Palmarès
| Date | Compétition                    | Lieu      | Résultat | Performance |
| ---- | ------------------------------ | --------- | -------- | ----------- |
| 1992 | Championnats d'Europe en salle | Gênes     | 3e       | 5,60 m      |
| 1996 | Championnats d'Europe en salle | Stockholm | 8e       | 5,45 m      |

### Records
| Épreuve          | Épreuve   | Performance | Lieu     | Date            |
| ---------------- | --------- | ----------- | -------- | --------------- |
| Saut à la perche | Plein air | 5,76 m      | Tel Aviv | 11 juillet 1996 |
| Saut à la perche | En salle  | 5,45 m      | Minsk    | 7 février 1999  |